# Vela

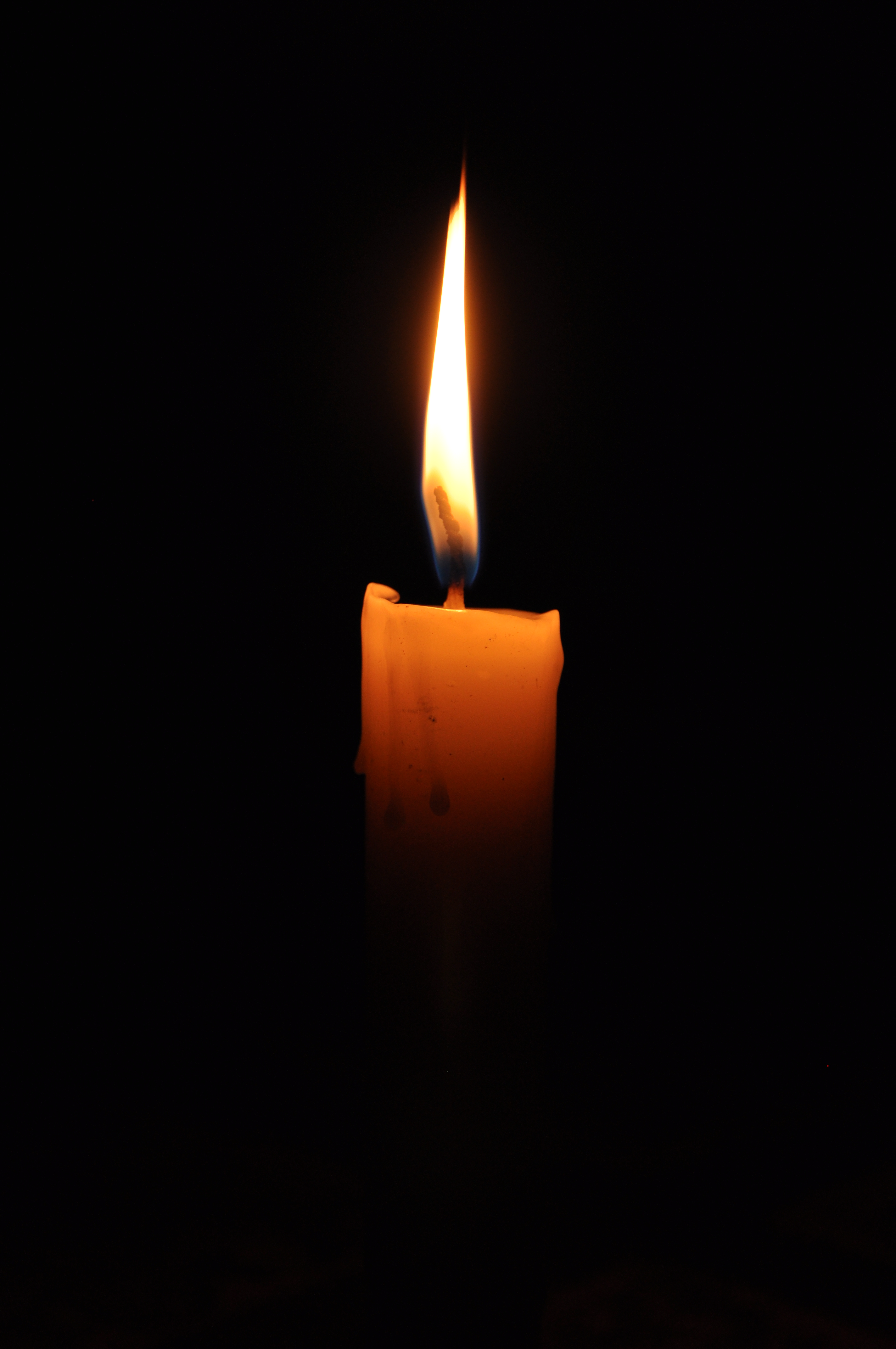
Uma vela comum, de uso doméstico

Vela ou candeia é uma fonte de luz que consiste tipicamente num pavio inserido num combustível sólido, tipicamente parafina. A função do pavio é ser queimado no intuito de produzir fogo, e este, por sua vez, iluminar o ambiente. Além da parafina, existem outros combustíveis que podem ser utilizados, como o azeite e outros óleos vegetais.
A vela é uma fonte de luz utilizada desde tempos remotos, quer na sua forma simples ou acopladas em lanternas, utilizadas muito antes da descoberta da lâmpada e outros sistemas de iluminação eléctricos.
Durante a preparação da vela, previamente à ignição, o pavio é saturado com o combustível na forma sólida. O calor do fósforo ou outra fonte de fogo vai derreter e vaporizar uma pequena porção de combustível que, no estado gasoso vai combinar-se com o oxigénio da atmosfera para formar a chama. A chama vai então providenciar calor suficiente para manter a vela acesa, numa típica reacção em cadeia auto-sustentável: o calor da chama derrete a superfície do combustível sólido, liquefazendo-o e fazendo-o deslocar-se em direcção ao pavio e subi-lo, por capilaridade; o líquido passará, com o calor, para o estado gasoso, que vai ser consumido pela chama.
O combustível é queimado em várias e distintas regiões (como evidenciado pelas diferentes cores produzidas pela chama da vela). No interior das regiões mais quentes, azuladas (1), o hidrogénio está sendo separado do combustível e queimado, formando vapor de água. A zona mais clara da chama, amarelada (4), é explicada pela oxidação do carbono residual, produzindo dióxido de carbono.
À medida que o combustível sólido é derretido e consumido, a vela vai diminuindo de tamanho. As porções do pavio que não estão a provocar a evaporação do líquido combustível são consumidas pela chama, limitando o comprimento do pavio exposto.

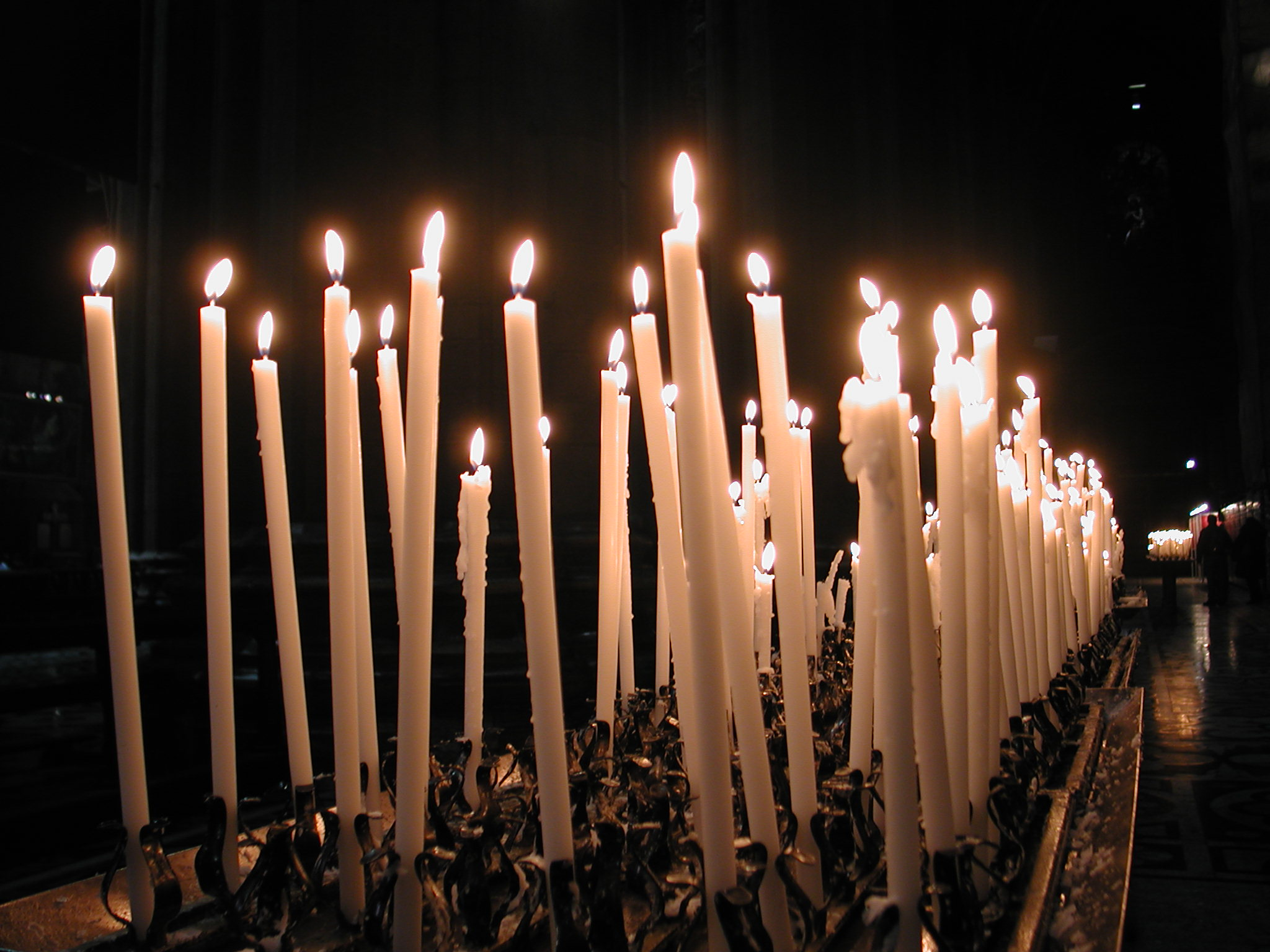
Velas acesas na catedral de Milão

## História da fabricação
A confecção de velas foi desenvolvida independentemente em muitos lugares ao longo da história.
As velas foram criadas pelos romanos a partir de 500 a.C. Estas eram verdadeiras velas imersas e feitas em sebo. Os primeiros registros de velas feitas de gordura de baleia na China remontam à dinastia Chin (221-206 a.C). Na Índia, a parafina da canela a ferver foi usada para a fabricação de velas nos templos.

## Velas aromáticas
Com o advento da energia elétrica,  a vela passou a apresentar utilidades diversas da original, umas delas é a decoração de ambientes, decoração de festas ( casamento e formaturas ), uso religioso e funerárias. Para esse fim, foram desenvolvidas novas técnicas de fabricação, tanto artesanais quanto industriais.
As velas se tornaram importantes elementos decorativos, auxiliando a compor um ambiente com suas cores, bem como com a iluminação indireta que gera. Comumente associadas a ocasiões românticas, hoje são muitas vezes ligadas a um status de sensualidade.
Nessa tendência de desenvolvimento cada vez maior do potifólio de velas, surgiu a necessidade de expandir seu alcance além dos sentidos visual e táctico. Assim foram criadas as velas aromáticas.
Feitas normalmente de parafina, também podem ser apresentadas na versão gel. O aroma vem do acréscimo de substancias aromáticas, tais como essências e extratos naturais. Adiciona-se amelina na parafina para colorir. Outros componentes, como flores, frutos e sementes, além de criarem um visual diferenciado e atrativo para a vela, podem produzir os odores desejados.